# Porto Alegre Challenger 1980
Il Porto Alegre Challenger 1980 è stato un torneo di tennis facente parte della categoria ATP Challenger Series nell'ambito dell'ATP Challenger Series 1980. Il torneo si è giocato a Porto Alegre in Brasile dal 25 agosto 1980 su campi in terra rossa.

## Vincitori

### Singolare
Thomaz Koch ha battuto in finale  Carlos Kirmayr con il punteggio di 6–7, 6–2, 7–6, 7–5

### Doppio
Jorge Andrew /  Markus Günthardt hanno battuto in finale  Paulo Cleto /  Carlos Kirmayr con il punteggio di 6–3, 6–1